# Automeris labriquei
Automeris labriquei é uma espécie de mariposa do gênero Automeris, da família Saturniidae.
Sua ocorrência foi registrada no Peru, no departamento de Puno, Província de Sandia, Distrito Limbani, Carcel Punko, a 2.593 m de altitude (14º5'57.4"S, 69º41'10.2"W).